# طواف فلاندرز 2000
طواف فلاندرز 2000 هو سباق دراجات هوائية أقيم بتاريخ 2 أبريل 2000، تكون السباق من 1 مراحل وامتدّ لمسافة 269 كم بسرعة 39.531 كم/س، استغرق السباق 6 ساعة 48 دقيقة 17 ثانية.